# Monument als morts de Perpinyà
El Monument als morts de Perpinyà és un memorial de la Primera Guerra Mundial obra de l'escultor Gustau Violet situat a la ciutat de Perpinyà.

## Descripció
El Monument als morts de la Primera Guerra Mundial, situat a l'esplanada del Souvenir a Perpinyà, és una escultura monumental creada per l'artista Gustau Violet. Aquest monument, realitzat en pedra calcària de diversos colors, amb els seus relleus i representacions simbòliques, inclou una composició amb tres registres que reflecteixen la solemnitat del memorial. Presenta un frontó amb un relleu en pedra ocre al centre en què s'hi mostra una escena central amb un soldat envoltat d'àngels, simbolitzant la seva ascensió al cel, i familiars que el ploren. Al peu del frontó hi ha una base que suporta un alt relleu en pedra blanca que mostra les figures d'una pagesa un pastor i un pescador. A la part superior del monument hi ha la inscripció «Aux morts pour la France», que en català vol dir «Als morts per França». La peça inclou una reixa de ferro forjat i pilars de pedra que flanquegen dues esteles de pedra amb mosaics.

## Història
El Monument als morts de la Primera Guerra Mundial de Perpinyà va ser creat per Gustau Violet, un escultor conegut per les seves obres commemoratives. Inaugurat el 2 de novembre de 1924, el monument es va erigir per honrar els soldats caiguts durant la Primera Guerra Mundial. La seva construcció va ser possible gràcies a una subscripció popular. Aquest monument ha estat inscrit com a Monument Històric des del 18 d'octubre de 2018, i es troba en una ubicació destacada del Passeig dels Plàtans, al costat dels bulevards Wilson i Bourrat.